# Martina Hudečková
Martina Hudečková (* 6. února 1964 Praha) je česká herečka.
Je dcerou režiséra Václava Hudečka, vystudovala Pražskou konzervatoř a následně byla třináct let členkou Divadla Jiřího Wolkera.

## Filmografie
- 2013	Škoda lásky (TV seriál)
- 2012	Ententýky (TV seriál)
- 2010	Cesty domů (TV seriál)
- 2010	Cizí příběh (TV film)
- 2010	Dokonalý svět (TV seriál)
- 2010	Habermannův mlýn
- 2008	Kriminálka Anděl (TV seriál)
- 2007	Světla pasáže (TV seriál)
- 2006	Swingtime (TV film)
- 2006	Škola Na Výsluní (TV seriál)
- 2005	Pohádka o houslích a viole (TV film)
- 2001	Mach, Šebestová a kouzelné sluchátko
- 2000	Pra pra pra (TV seriál)
- 1999	Ctirad a Šárka v Šárce (TV film)
- 1999	Nedělejte ze mě vola (TV film)
- 1994	Laskavý divák promine (TV seriál)
- 1992	Komu šplouchá na maják (TV film)
- 1991	Betlémská hvězda (divadelní záznam)
- 1991	Maigretův první případ (TV film)
- 1991	O těch Martinových dudách (TV film)
- 1989	Značka: Na dožití (TV film)
- 1988	Cirkus Humberto (TV seriál)
- 1988	Druhý dech (TV seriál)
- 1988	My se vlka nebojíme (TV film)
- 1988	Sedm sestřiček (TV film)
- 1987	Motovidla (TV film)
- 1987	Pokušení doktora Burdy (TV film)
- 1987	Už od ráje (TV film)
- 1986	Grófinka (TV film)
- 1986	Kouzelná raketa strýčka Jedličky
- 1985	Křídlovka pro Majoránka (TV film)
- 1985	Podivná přátelství herce Jesenia
- 1985	Pusu, pusu, pusu! (TV film)
- 1985	Spící princ (TV film)
- 1985	Vodník v pivovaře (TV film)
- 1984	Lupa je tlustý sklo (TV film)
- 1984	O líné Nitce a prstýnku s rubínem (TV film)
- 1983	Byt je vykraden, maminko (TV film)
- 1983	Nevěsta z obrázku (TV film)
- 1983	Velká kočičí pohádka (TV film)
- 1982	Malý pitaval z velkého města (TV seriál)
- 1982	Zahrada dětí (TV film)
- 1981	Poručík Petr (TV seriál)
- 1980	Půl domu bez ženicha